# Dandy in the Underworld
Dandy in the Underworld — двенадцатый студийный альбом британской рок-группы T. Rex, вышедший 11 марта 1977 года.

## Об альбоме
Диск Dandy in the Underworld является последней студийной записью группы T. Rex, — в сентябре 1977 года Марк Болан погиб в автокатастрофе, что привело к распаду коллектива. Альбом имел больший успех, чем его предшественники и достиг 26-й позиции в британских чартах. Заглавная композиция пластинки была выпущена в качестве сингла, предшествовавшего выходу альбома, однако успеха не имела. Музыкальная составляющая композиций, в большей степени была созвучна зарождающемуся панк-року. Песня «I Love to Boogie» была исполнена в свойственной Болану рок-н-ролльной манере, эта композиция продержалась в общей сложности около девяти недель в чартах Великобритании под номером 13. В целом «I Love to Boogie» считается одной из самых известных композиций группы T. Rex.

## Список композиций
Автор всех песен — Марк Болан.
1. «Dandy in the Underworld» — 4:33
2. «Crimson Moon» — 3:22
3. «Universe» — 2:43
4. «I’m a Fool For You Girl» — 2:16
5. «I Love to Boogie» — 2:14
6. «Visions of Domino» — 2:23
7. «Jason B. Sad» — 3:22
8. «Groove a Little» — 3:24
9. «The Soul of My Suit» — 2:37
10. «Hang Ups» — 3:28
11. «Pain and Love» — 3:41
12. «Teen Riot Structure» — 3:33

## Участники записи
- Марк Болан — вокал, гитары, бас, перкуссия, маракасы, тамбурин
- Стив Харли, Ник Лэрд-Клауэс, Энди Харли, Сэм Харли, Глория Джонс, Колин Джейкас — бэк-вокал
- Дино Дэйнс — клавишные
- Тони Ньюман, Пол Хумфрейс, Дэйви Латтон — барабаны
- Херби Флауэрс, Скотт Эдвардс, Стив Керри — бас
- Миллер Андерсон — гитары
- Крис Мерсер — саксофон
- Бад Бэдл — саксофон, флейта
- Дж. Б. Лонг — скрипка